# Karomia
Karomia  é um gênero botânico da família Lamiaceae

## Espécies
| - Karomia fragrans - Karomia gigas - Karomia humbertii - Karomia macrocalyx - Karomia madagascariensis | - Karomia microphylla - Karomia mira - Karomia speciosa - Karomia tettensis |

## Nome e referências
Karomia Dop, 1932